# Matthew Gray
Matthew Gray, född 24 juni 1973, är en australisk bågskytt. Han deltog vid olympiska sommarspelen 1996, olympiska sommarspelen 2000 och olympiska sommarspelen 2008.